# Milotice nad Bečvou
Milotice nad Bečvou (deutsch Milotitz an der Betschwa) ist eine Gemeinde in Tschechien. Sie liegt acht Kilometer südöstlich von Hranice und gehört zum Okres Přerov.

## Geographie
Milotice nad Bečvou befindet sich rechtsseitig der Bečva in der Mährischen Pforte. Durch den Ort verläuft die Staatsstraße I/35 / E 442 von Hranice nach Valašské Meziříčí und an der südlichen Peripherie die Bahnstrecke Hranice na Moravě–Vsetín. Nördlich erhebt sich der Na Strážnici (353 m), im Nordosten der Bušlín (333 m) und im Südwesten der Strážisko (335 m). Südlich von Milotice erstreckt sich in der Bečvaaue ein aus fünf Teichen bestehendes Teichgebiet.
Nachbarorte sind Hranické Loučky im Norden, Heřmanice, Vysoká und Palačov im Nordosten, Hustopeče nad Bečvou im Osten, Nový Mlýn und Na Valše im Südosten, Pod Doubravou, Němetice und Zámrsky im Süden, Skalička im Südwesten, Kamenec, Kačena und Černotín im Westen sowie Hluzov, Špičky und Kunčice im Nordwesten.

## Geschichte
Die erste schriftliche Erwähnung von Milotici erfolgte 1131 in einem Güterverzeichnis des Olmützer Bischofs Heinrich Zdik. Im Jahre 1263 wurde das Dorf als Milotiz, 1492 als Milotice, 1675 als Milotitz, 1718 als Millotitz und 1771 als Milotitium bezeichnet. Die Matriken werden seit 1683 in Hustopeče nad Bečvou geführt.
Nach der Aufhebung der Patrimonialherrschaften bildete Milotice/Millotitz ab 1850 einen Ortsteil der Marktgemeinde Hustopeč in der Bezirkshauptmannschaft Mährisch Weißkirchen. Ab 1858 bildete Milotice eine eigene Gemeinde. Die erste Schule wurde 1875 eingerichtet. Ab 1881 wirkte Arnošt Dadák als Lehrer und Schulleiter in Milotice. Er war Initiator und Herausgeber des seit 1890 in Valašské Meziříčí erscheinen landwirtschaftlichen Fachblattes Valašský hospodář. Ab 1896 erschien die Zeitschrift in Milotice unter dem Namen Milotický hospodář. 1884 wurde der Eisenbahnverkehr aufgenommen. Die Brüder Jambor gründeten 1908 eine Fabrik für Kutschen und landwirtschaftliche Geräte. Außerdem bestand zu dieser Zeit eine Mühle mit Sägewerk. Seit 1909 führt der Ort den amtlichen Namen Milotice nad Bečvou / Milotitz an der Betschwa.  Nach dem Ersten Weltkrieg wurde der Milotický hospodář zur verbreitetsten landwirtschaftlichen Zeitschrift der Tschechoslowakei und auch der große und kleine Kalender des Blattes erfreuten sich großer Beliebtheit. 1924 entstand in Milotice die erste gemeindeeigene Druckerei des Landes. 1928 erhielt das Dorf Anschluss an das Elektrizitätsnetz. Die Straße nach Litschel (Hranické Loučky) entstand 1931. In den Jahren 1935 bis 1936 erfolgte der zweigleisige Ausbau der Eisenbahnstrecke Hranice-Vsetín und 1939 der Neubau der Straße von Hranice nach Valašské Meziříčí. Nach der Aufhebung des Okres Hranice wurde Milotice nad Bečvou 1960 dem Okres Přerov zugeordnet. 1976 erfolgte der Anschluss des Dorfes an den Örtlichen Nationalausschuss (MNV) Hustopeče nad Bečvou und 1983 die gänzliche Eingemeindung. 1978 erfolgte die Schließung der Schule und die Umnutzung des Gebäudes zum Kindergarten. Seit 1990 bildet Milotice nad Bečvou wieder eine eigene Gemeinde. Seit 2006 führt die Gemeinde ein Wappen und Banner.

## Gemeindegliederung
Für die Gemeinde Milotice nad Bečvou sind keine Ortsteile ausgewiesen.

## Sehenswürdigkeiten
- Kapelle der hl. Anna, erbaut 1853
- Gedenkstein für die Gefallenen bei der Befreiung des Ortes im Zweiten Weltkrieg